# Margate, Africa de Sud
Margate este un oraș din provincia Kwazulu-Natal, Africa de Sud.